# جانگ جائه-سونگ
جانگ جائه-سونگ (به کره‌ای: 장재성؛ زادهٔ ۱۵ مارس ۱۹۷۵) کشتی‌گیر سابق اهل کره جنوبی در دسته‌های سبک‌وزن کشتی آزاد است. او برندهٔ مدال نقره المپیک ۱۹۹۶ آتلانتا، مدال برنز المپیک ۲۰۰۰ سیدنی و یک مدال نقره (۱۹۹۹) و یک برنز (۲۰۰۱) از مسابقات قهرمانی کشتی جهان است. جائه-سونگ در سطح آسیا نیز دارای مدال‌های طلا (۱۹۹۴) و نقره (۱۹۹۸) بازی‌های آسیایی و مدال نقره در مسابقات قهرمانی کشتی آسیا (۱۹۹۶) است‌.